# Starwing
Starwing/Star Fox (スターフォックス Sutā Fokkusu?) (Star Fox i Nordamerika, Starwing i Europa) är ett traditionellt Shoot 'em up-spel från 1993 som ursprungligen släpptes av Nintendo till deras spelkonsol Super Nintendo Entertainment System.
Spelet var, när det lanserades, revolutionerande då det med hjälp av Super FX-chippet åstadkom en 3D-grafik som tidigare inte varit möjlig.

## Handling
Fox McCloud, ledaren för Star Fox, har fått i uppdrag att rädda solsystemet Lylat från den onde vetenskapsmannen Andross. Till sin hjälp har han Peppy Hare, Slippy Toad och Falco Lombardi som med sina rymdfarkoster, Arwing, ger sig iväg på en resa genom flera planeter och andra delar av solsystemet för att slutligen besegra Andross och därigenom återfå fred.

### Fotnoter
1. ↑  Effie Karabuda (22 april 2016). ”Katastrofala kontroller förstör "Star Fox Zero"”. Nöjesbladet. Arkiverad från originalet den 18 augusti 2016. https://web.archive.org/web/20160818095547/http://spela.aftonbladet.se/2016/04/katastrofala-kontroller-forstor-star-fox-zero/. Läst 6 augusti 2016.